# Tullus Hostilius
Tullus Hostilius (a hagyomány szerint élt Kr. e. 710 körül – Kr. e. 642, uralkodott Kr. e. 672 – Kr. e. 642) volt az ókori Róma harmadik uralkodója a római történetírás szerint. Léte és tettei történelmileg nem igazolhatóak, szerepe inkább mitikus jellegű.
Numa Pompilius halála után a római nép Tullus Hostiliust választotta királlyá, aki inkább Romulus hódító hagyományait követte, és háborúkat vezetett Alba Longa, Veii és a szabinok ellen. Mindeközben nem tisztelte az isteneket, akik ezért dögvészt bocsátottak Rómára. Mikor Tullus Hostilius imádkozni kezdett Iuppiterhez, az egy villámmal agyonsújtotta.
Georges Dumézil elmélete szerint Tullus Hostilius tölti be a katona funkcióját az indoeurópai mitológiában.
| Előző uralkodó: Numa Pompilius | Római király Latin királyok | Következő uralkodó: Ancus Martius |